# モハマド・スフィアン・アブドゥル・ラハマン
モハマド・スフィアン・アブドゥル・ラハマン・クンギ・ラマン（マレー語: Mohd Suffian Abdul Rahman Kungi Raman、1978年2月23日 - 2019年8月17日）は、マレーシアのサッカー選手。元マレーシア代表。ポジションはGK。

## 代表歴
アジゾン・アブドゥル・カディルと交代でカンボジア代表戦に出場し、代表初出場を果たした。AFCアジアカップ2007の際には招集されたものの、出場機会は無かった。